# Ereby Point
Der Ereby Point ist eine Landspitze an der Südküste der Livingston-Insel im Archipel der Südlichen Shetlandinseln. Sie liegt 7 km ostnordöstlich des Hannah Point am Nordufer der South Bay und markiert die östliche Begrenzung der Einfahrt zur Mihaylovski Cove.
Der britische Seefahrer James Weddell gab der heute als South Bay bekannten Bucht den Namen Ereby’s Bay. Das UK Antarctic Place-Names Committee entschied 1961, Weddells heute nicht mehr etablierte Benennung auf die hier beschriebene Landspitze zu übertragen. Der Namensgeber ist nicht überliefert.